# Doruchów (gromada)
Doruchów – dawna gromada, czyli najmniejsza jednostka podziału terytorialnego Polskiej Rzeczypospolitej Ludowej w latach 1954–1972.
Gromady, z gromadzkimi radami narodowymi (GRN) jako organami władzy najniższego stopnia na wsi, funkcjonowały od reformy reorganizującej administrację wiejską przeprowadzonej jesienią 1954 do momentu ich zniesienia z dniem 1 stycznia 1973, tym samym wypierając organizację gminną w latach 1954–1972.
Gromadę Doruchów z siedzibą GRN w Doruchowie utworzono – jako jedną z 8759 gromad na obszarze Polski – w powiecie kępińskim w woj. poznańskim, na mocy uchwały nr 23/54 WRN w Poznaniu z dnia 5 października 1954. W skład jednostki weszły obszary dotychczasowych gromad Doruchów (bez miejscowości Gruszków), Godziętowy, Przytocznica i Tokarzew ze zniesionej gminy Doruchów oraz miejscowość Mikorzyn (kolonia) z dotychczasowej gromady Mikorzyn ze zniesionej gminy Kępno-Północ w tymże powiecie.
13 listopada 1954 (z mocą obowiązującą od 1 października 1954) gromada weszła w skład nowo utworzonego powiatu ostrzeszowskiego w tymże województwie, gdzie ustalono dla niej 27 członków gromadzkiej rady narodowej.
1 stycznia 1959 do gromady Doruchów włączono obszar zniesionej gromady Torzeniec w tymże powiecie.
1 stycznia 1960 do gromady Doruchów włączono obszar zniesionej gromady Morawin w tymże powiecie.
Gromada przetrwała do końca 1972 roku, czyli do kolejnej reformy gminnej. 1 stycznia 1973 – tym razem w powiecie ostrzeszowskim – reaktywowano gminę Doruchów.